# 金沟屯站
金沟屯站是一个京通线上的铁路车站，位于中华人民共和国河北省承德市滦平县金沟屯乡，建于1977年，目前为四等站，邮政编码为068252。目前客运：办理旅客乘降；行李、包裹托运；货运：办理整车、零担货物发到。